# Ancylocranium ionidesi
Espèce
Statut de conservation UICN

 DD  : Données insuffisantes
Ancylocranium ionidesi est une espèce d'amphisbènes de la famille des Amphisbaenidae.

## Répartition
Cette espèce est endémique de Tanzanie.

## Description
Ce sont des reptiles apodes.

## Liste des sous-espèces
Selon The Reptile Database (14 mai 2014) :
- Ancylocranium ionidesi haasi Gans & Kochva, 1966
- Ancylocranium ionidesi ionidesi Loveridge, 1955

## Étymologie
Cette espèce a été nommée en l'honneur de Constantine John Philip Ionides.

## Publications originales
- Gans & Kochva, 1966 : A systematic review of Ancylocranium (Amphisbaenia: Reptilia). Notes on amphisbaenids 22. Israel Journal of Zoology, vol. 14, p. 87-121.
- Loveridge, 1955 : On a second collection of reptiles and amphibians taken in Tanganyika Territory by C. J. P. lonides. Journal of East African Natural History, vol. 22, p. 168-198 (texte intégral).